# Suilven
El Suilven (en gaèlic escocès Sula Bheinn), que significa «El Pilar») és una de les muntanyes més característiques d'Escòcia, que s'alça gairebé verticalment d'un paisatge desolat d'erms, pantàns i lochs conegut com a Inverpolly, en una zona remota al nord-oest del comtat de Sutherland.
La muntanya forma una cresta de costats escarpats d'uns 2 km de longitud. El punt més alt, conegut com a Caisteal Liath ("el Castell Gris" en gaèlic escocès), està al final nord-oest d'aquesta cresta. Hi ha uns altres dos cims: el Meall Meadhonach ("Pujol Mitjà Rodó") en el punt central de la cresta de 723 m d'alt, mentre que Meall Beag ("Pujol Petit Rodó") està en l'extrem del sud-est.

## Geologia
Geològicament, Suilven està format per pedra arenisca Torridoniana, assentant-se en un paisatge de gneiss de Lewis. Quan les roques més toves es van erosionar, Suilven va quedar sola, com una muntanya illa o inselberg, d'aquí la prominència del cim.
Vist des de la costa en direcció oest, Suilven sembla un gran pilar gris, d'aquí el nom que li van donar els vikings que van arribar per via marítima. Des de l'interior, la muntanya té més l'aspecte d'una piràmide.
En 2005 la finca Glencanisp, de la qual Suilven forma part, i la veïna finca de Drumrunie, van ser comprades per la comunitat local amb l'ajut de la John Muir Trust. La Fundació Assynt pretén crear ocupació local i salvaguardar l'herència natural i cultural en benefici de la comunitat i futures generacions, i pel plaure d'un públic més ampli.

## Ascens
La ruta més comuna per pujar comença a partir del final de la carretera pública que porta a Glencanisp Lodge, al voltant d'1,5 km des de Lochinver a l'oest del cim. D'aquí un camí condueix a través de l'erm ondulant cap a la muntanya, que es veu clarament davant. A uns 6 km de deixar el camí, i poc després de creuar Abhainn na Clach Àirigh (un riu), una fita marca el punt on caldria deixar el camí. Un camí pantanós condueix per Suilven, aconseguint Bealach Mòr (el Gran Bealach) després d'una mica més de 2 km. L'estirada final fins al bealach és escarpada, i el camí està molt erosionat, però des d'aquí el cim s'aconsegueix fàcilment. La cima en si és àmplia i està coberta d'herba, encara que està gairebé totalment envoltada per penya-segats verticals.
Una altra ruta comença a Inverkirkaig, a uns 4 quilòmetres al sud de Lochinver: aquesta ruta aconsegueix el bealach des del sud, passant Kirkaig Falls pel camí. També es pot començar des d'Elphin, en el costat est. És possible aconseguir la cresta sense pujar primer a Bealach Mòr des d'aquesta localització, encara que calgui una grimpada molt exposada, en particular entre Meall Meadhonach i Meall Beag.
Per als estàndards escocesos, totes les rutes a Suilven són jornades llargues, ja que tenen al voltant d'uns 25 quilòmetres per terreny abrupte.

## Galeria

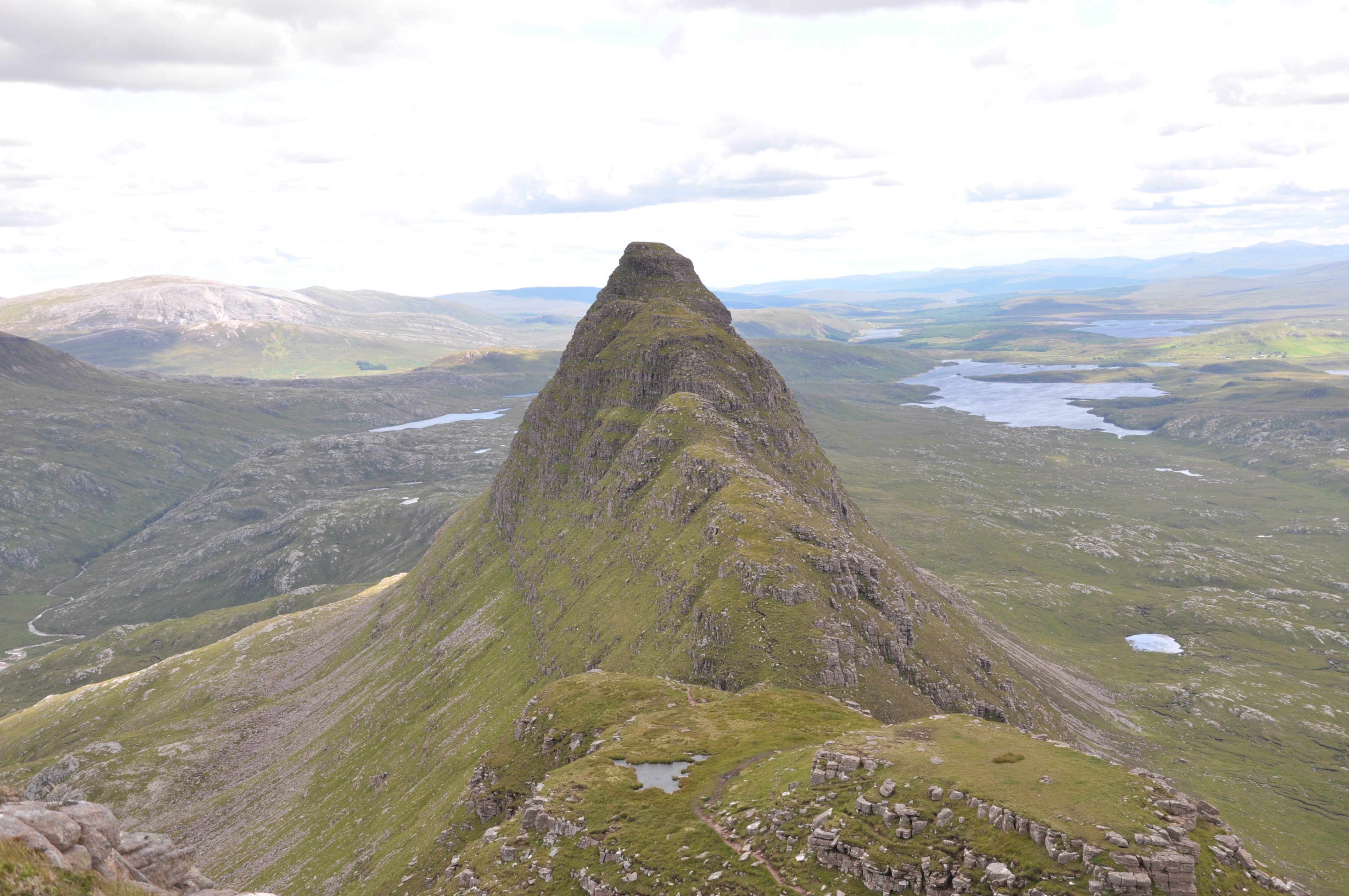
Suilven: Meall Meadhonach (proper) i Meall Beag (lluny) des del nord-oest (agost, 2009)
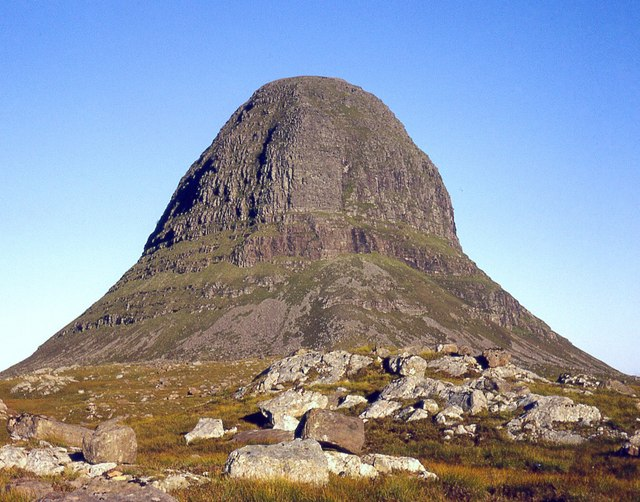
L'impressionant aspecte del nord-oest de Suilven
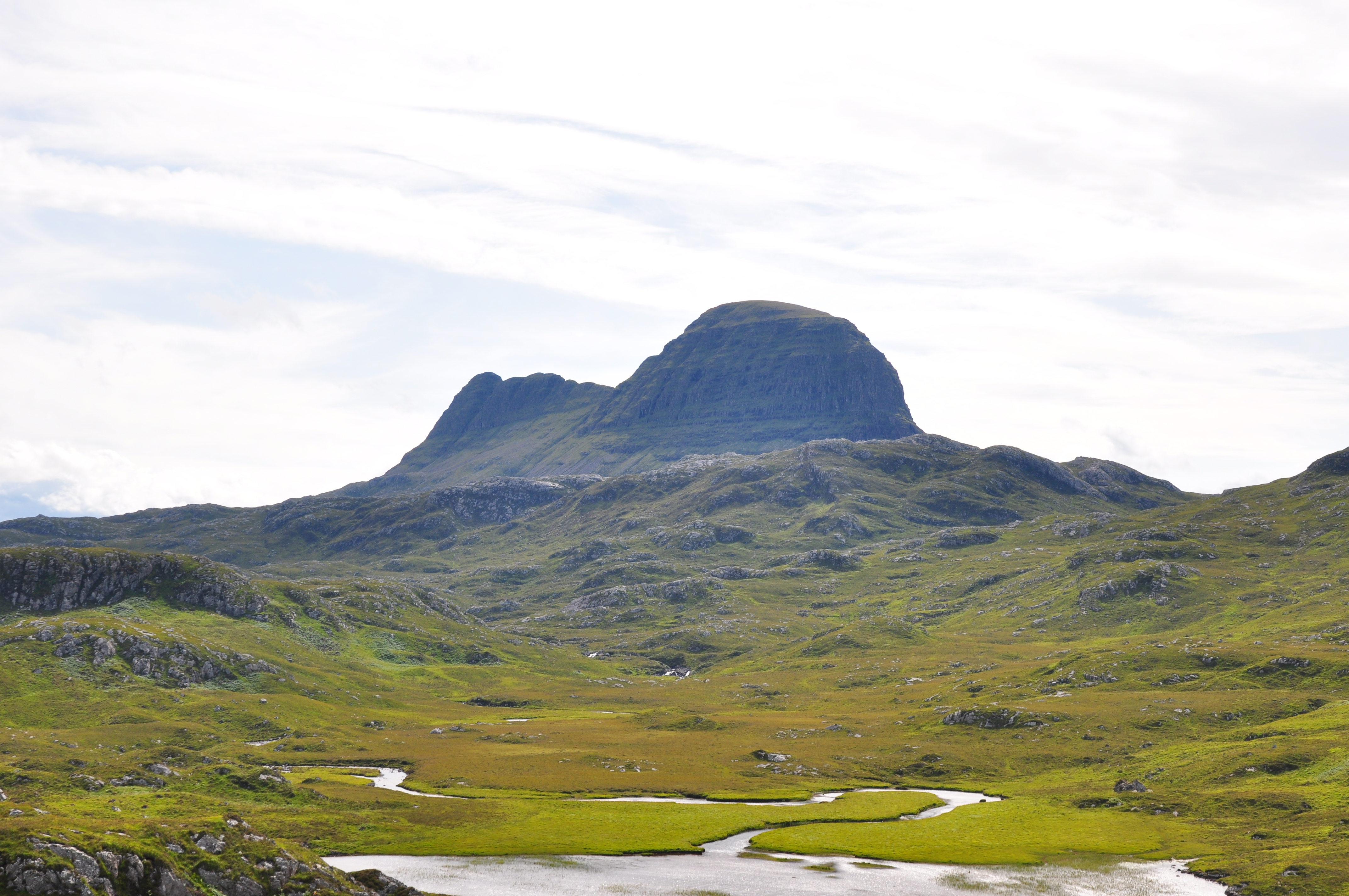
El Suilven des de la ruta del Glencanisp Lodge